# James P. Hogan

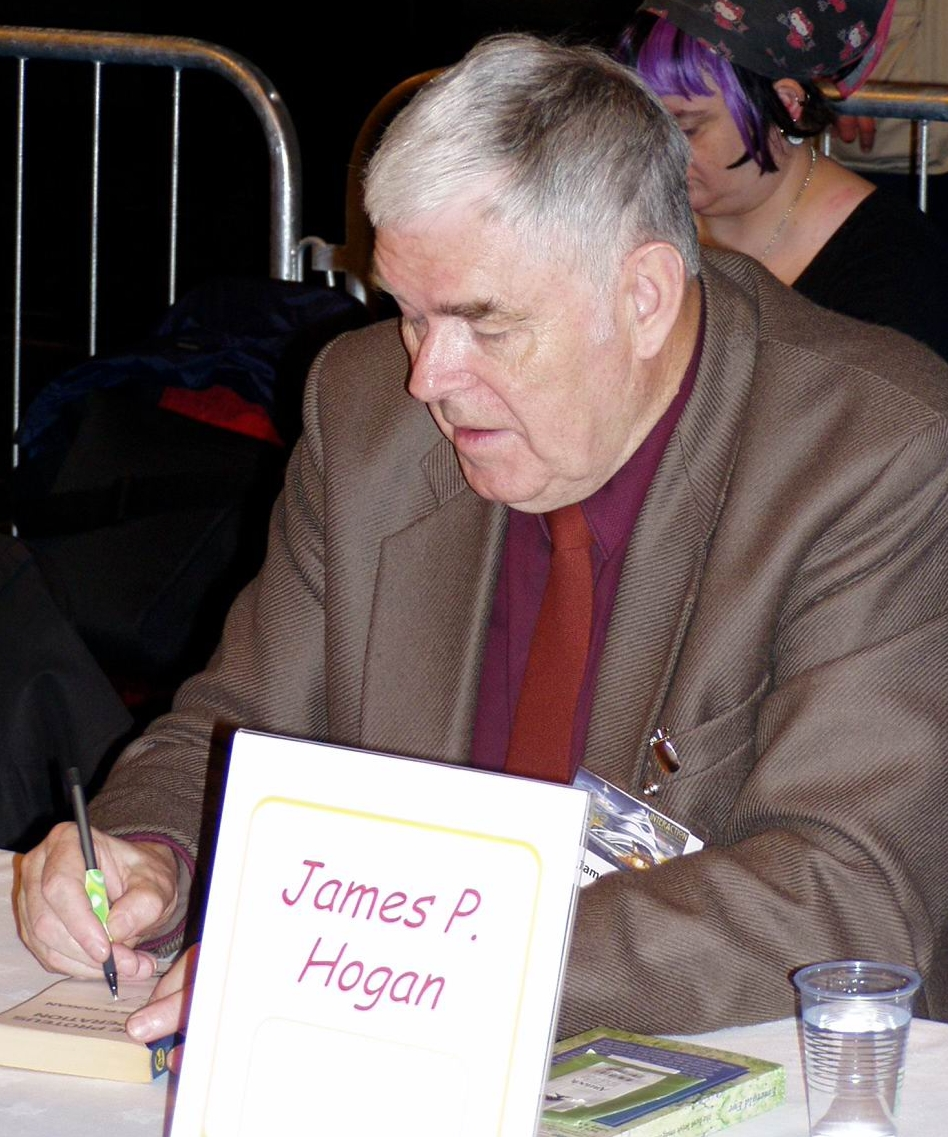
James P. Hogan

James Patrick Hogan, född 27 juni 1941 i London, död 12 juli 2010 i Irland, var en  brittisk science fiction-författare av företrädesvis hård science fiction. Han är känd för diverse pseudovetenskapliga uttalanden, bland annat kring förintelseförnekelse.
Hogan var flygplansingenjör, innan han 1979 gick över till att skriva på heltid. Hogan blev prisbelönt, bland annat med Seiun- och Prometheus-pris. Av hans mera kända romaner märks Inherit the Stars (1977), Giants' Stars (1981) och Entoverse (1991).